# Nutrixxion-Abus
Nutrixxion-Abus fue un equipo ciclista alemán, de categoría Continental que participaba principalmente del UCI Europe Tour.
Tuvo su sede en Dortmund, y fue creado en 2005 bajo el nombre Team Sparkasse y principalmente el equipo se componía de ciclistas jóvenes buscando proyectarse dentro del ciclismo.
Una de esas jóvenes promesas que pasó por el equipo fue el británico Mark Cavendish, quien debutó como profesional en julio de 2005 y permaneció un año en el equipo.
Igualmente, contó con ciclistas de experiencia como Dirk Müller, que militó en equipos como Deutsche Telekom y Mapei-Quick Step, además de ser campeón nacional de Alemania de ruta en 2006. 
Además para la temporada 2011 sumó a un ciclista ex-UCI ProTour, Björn Schröder que fichó por el equipo después de dejar las filas del desaparecido Team Milram.
El equipo dejó de competir al finalizar la temporada 2013.

## Material ciclista
El equipo utilizó bicicletas KTM.
En temporadas anteriores han utilizado:
- Corratec (2012)
- Basso (2010)
- Red Bull (2005-2009)

## Clasificaciones UCI
A partir de 2005 la UCI instauró los Circuitos Continentales UCI, donde el equipo está desde que se creó. Ha participado principalmente en las carreras del UCI Europe Tour, aunque también lo ha hecho en los circuitos restantes. Las clasificaciones del equipo y de su ciclista más destacado fueron las que siguen:

### UCI Europe Tour
| Temporada | Clasificación por equipos | Mejor corredor     | Posición |
| 2005      | 64.º                      | André Schulze      | 382º     |
| 2005-2006 | 42.º                      | Dirk Müller        | 85.º     |
| 2006-2007 | 58.º                      | Richard Faltus     | 286.º    |
| 2007-2008 | 27º                       | Eric Baumann       | 12.º     |
| 2008-2009 | 29.º                      | Eric Baumann       | 27.º     |
| 2009-2010 | 27.º                      | Steffen Radochla   | 38.º     |
| 2010-2011 | 34.º                      | Grischa Janorschke | 55.º     |
| 2011-2012 | 74.º                      | Michael Schweizer  | 241.º    |
| 2012-2013 | 84.º                      | Grischa Janorschke | 171.º    |

### UCI America Tour
| Temporada | Clasificación por equipos | Mejor corredor      | Posición |
| 2005-2006 | 12.º                      | Richard Faltus      | 106.º    |
| 2006-2007 | 29.º                      | Stefan Parinussa    | 220.º    |
| 2007-2008 | 15.º                      | Eric Baumann        | 39º      |
| 2008-2009 | 40.º                      | Andreas Schillinger | 310º     |
| 2009-2010 | -                         |                     | -        |

### UCI Asia Tour
| Temporada | Clasificación por equipos | Mejor corredor      | Posición |
| 2007-2008 | 58.º                      | Darren Lapthorne    | 295.º    |
| 2008-2009 | 36.º                      | Andreas Schillinger | 94.º     |
| 2009-2010 | 6.º                       | Dirk Müller         | 11.º     |
| 2010-2011 | 24.º                      | Grischa Janorskche  | 93.º     |
| 2011-2012 | 20.º                      | Dirk Müller         | 48.º     |
| 2012-2013 | 37.º                      | Sebastian Körber    | 115.º    |

### UCI Oceanía Tour
| Temporada | Clasificación por equipos | Mejor corredor   | Posición |
| 2007-2008 | 13.º                      | Darren Lapthorne | 35.º     |

## Palmarés
Para años anteriores véase :Palmarés del Nutrixxion-Abus

### Palmarés 2013
| Fechas | Circuito | Carreras | Ganador |

## Plantilla
Para años anteriores véase:Plantillas del Nutrixxion-Abus

### Plantilla 2013
| Nombre              | Nacimiento | Nacionalidad | Equipo 2012     |
| Rick Ampler         | 26/11/1989 | Alemania     | Neoprofesional  |
| Holger Burkhardt    | 16/12/1987 | Alemania     | Nutrixxion Abus |
| Tobias Dohlus       | 15/11/1988 | Alemania     | Neoprofesional  |
| Alexander Gottfried | 05/07/1985 | Alemania     | Nutrixxion Abus |
| Grischa Janorschke  | 30/05/1987 | Alemania     | NetApp          |
| Sebastian Körber    | 01/03/1984 | Alemania     | Nutrixxion Abus |
| Dirk Müller         | 04/08/1973 | Alemania     | Nutrixxion Abus |
| Alexander Schmitt   | 18/08/1989 | Alemania     | Nutrixxion Abus |
| Benjamin Sydlik     | 13/09/1990 | Alemania     | Nutrixxion Abus |
| Max Walsleben       | 23/06/1990 | Alemania     | Neoprofesional  |